# 篠原孝文
篠原 孝文（しのはら たかふみ、1989年3月18日 - ）は、東京都出身の俳優。身長は170cm、体重は48kg、血液型はB型。
特技は口笛/パソコン、趣味は戦隊物オタク。秋葉原には度々訪れている。放映新社所属。
レジェンドステージの舞台作品で活動している舞台俳優の篠原孝文とは、同姓同名の別人である。

## 出演

### テレビ

#### フジテレビ系列
- WATER BOYS2 - 安部勘八 役[1]
- フラジャイル 病理医岸京一郎の所見 - 第8話

#### 日本テレビ
- 野ブタ。をプロデュース最終話
- マイ☆ボス マイ☆ヒーロー - 青木護 役
- セクシーボイスアンドロボ第5話
- Q10第1,3,4話
- 泣くな、はらちゃん 第4話

#### テレビ東京系列
- 徳光和夫の情報スピリッツ 年の差夫婦篇
- なぞの転校生 第2話 - 熊井章太 役

#### テレビ朝日系列
- 仮面ライダーフォーゼ 第11,12,37話 - 牧瀬弘樹 役[2]

#### NHK
- 月曜ドラマシリーズ ハチロー〜母の詩、父の詩〜
- ハイビジョン特撮ドラマ 生物彗星WoO　第7話
- まいど238号
- ゲゲゲの女房　第144回
- ザ・プレミアム 玉音放送を作った男たち - 昭和天皇役
- 花燃ゆ 第22回 第23回

#### WOWOW
- ドラマW チルドレン

### 映画
- トニー滝谷
- HINOKIO
- 疾走
- 夜のピクニック
- フレフレ少女
- 愛のむきだし
- 仮面ライダーフォーゼ  THE MOVIE みんなで宇宙キターッ! - 牧瀬弘樹 役（友情出演）

### 舞台
- LEGENDSTAGE feat. カムカムミニキーナ『よろしく候〜BOTTOM OF HEART〜』（2025年6月26日 - 30日〈予定〉、シアター1010） - 山田 / オランダ水夫 役 他[3][4]

### CM
- コカコーラ boco!
- NTTドコモ北海道/東海
- コカコーラ ファンタ そうだったらいいのにな ヤギ篇 - 生徒 役
  - 第45回ACC CMフェスティバル　ACCグランプリ（テレビ部門）受賞
- ボーダフォン
- マクドナルド フィレオフィッシュ
- 日清焼そばU.F.O.（webCM）
- グリコ ジャイアントコーン
- キリンビバレッジ FIRE
- P&G ジョイコンパクト【限界チャレンジ】オタク篇